# Агри (коммуна)
Агри́ (фр. Agris) — коммуна во Франции, находится в регионе Пуату — Шаранта. Департамент — Шаранта. Входит в состав кантона Ла-Рошфуко. Округ коммуны — Ангулем.
Код INSEE коммуны — 16003.
Коммуна расположена приблизительно в 380 км к юго-западу от Парижа, в 90 км южнее Пуатье, в 20 км к северо-востоку от Ангулема.

## Население
Население коммуны на 2008 год составляло 823 человека.
| 1962 | 1968 | 1975 | 1982 | 1990 | 1999 | 2009 |
| ---- | ---- | ---- | ---- | ---- | ---- | ---- |
| 749  | 740  | 789  | 811  | 732  | 711  | 823  |

## Экономика
В 2007 году среди 530 человек в трудоспособном возрасте (15—64 лет) 399 были экономически активными, 131 — неактивными (показатель активности — 75,3 %, в 1999 году было 75,3 %). Из 399 активных работали 371 человек (214 мужчин и 157 женщин), безработных было 28 (7 мужчин и 21 женщина). Среди 131 неактивных 31 человек были учениками или студентами, 69 — пенсионерами, 31 были неактивными по другим причинам.

## Достопримечательности
- Приходская церковь Сен-Капре (XII век). Исторический памятник с 1925 года[3]
- Придорожный крест Тюильер[фр.] (1642 год). Высота — 6,35 м. Исторический памятник с 1986 года[4]

## Фотогалерея

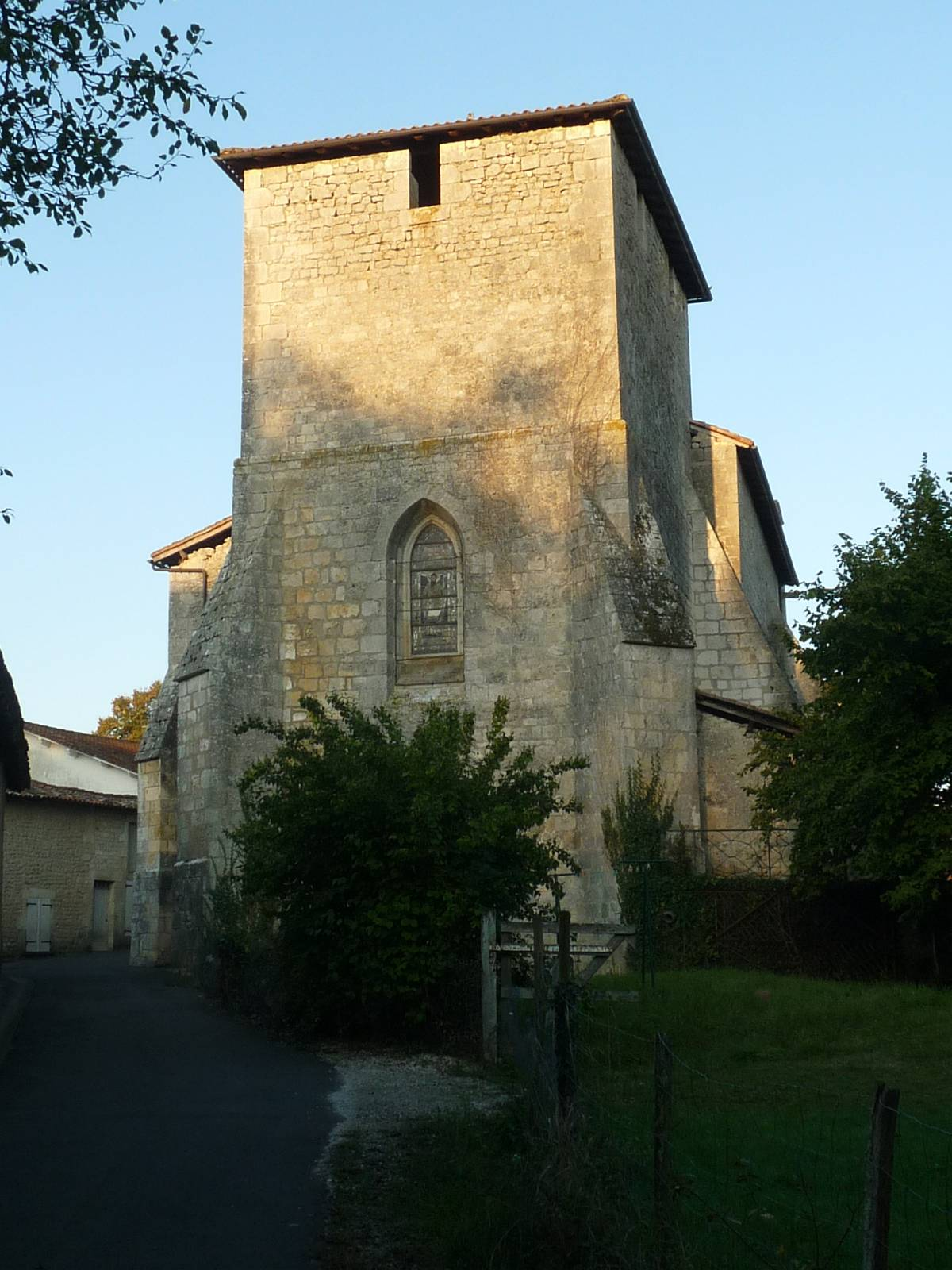
Церковь Сен-Капре
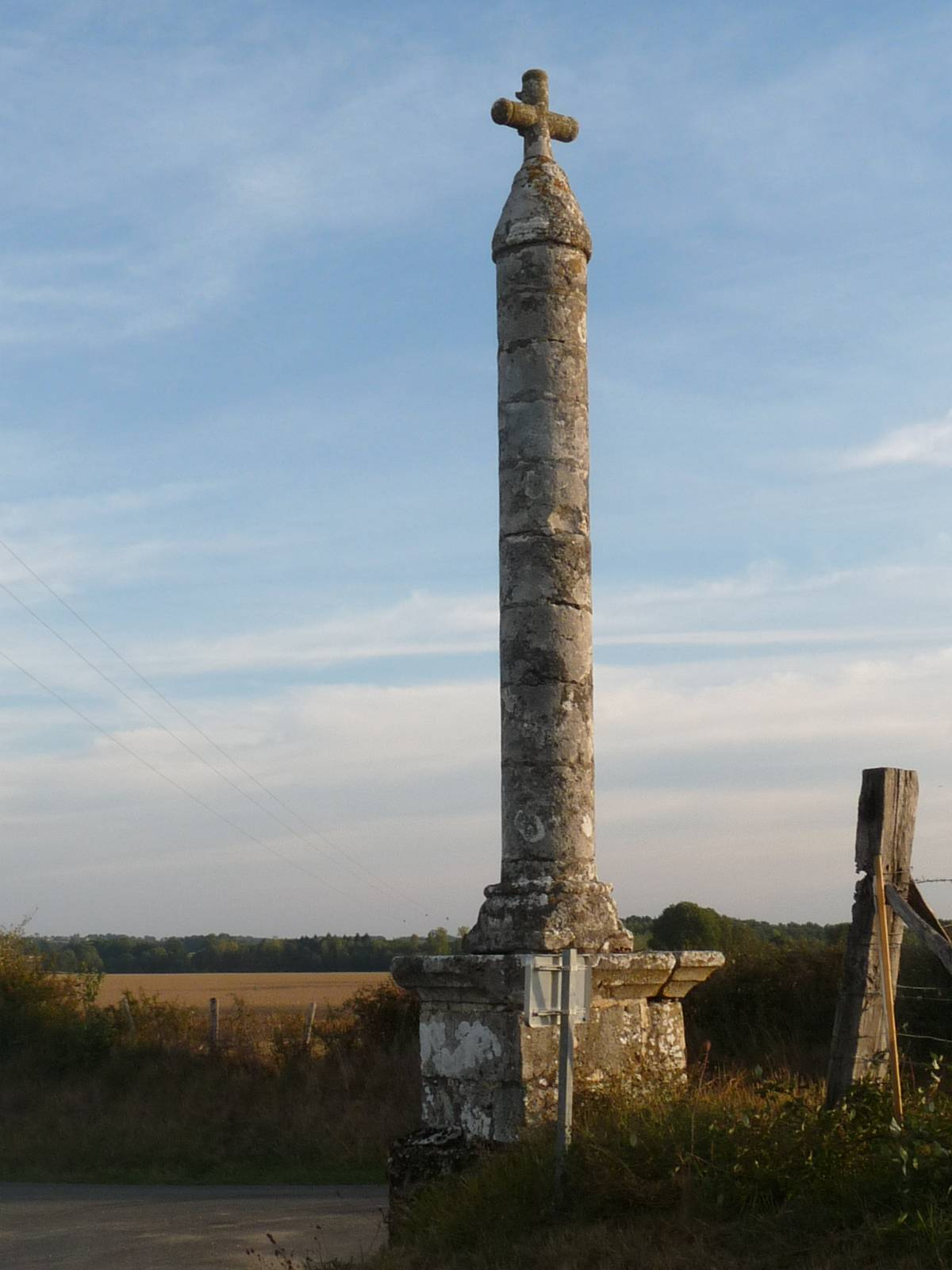
Крест Тюильер
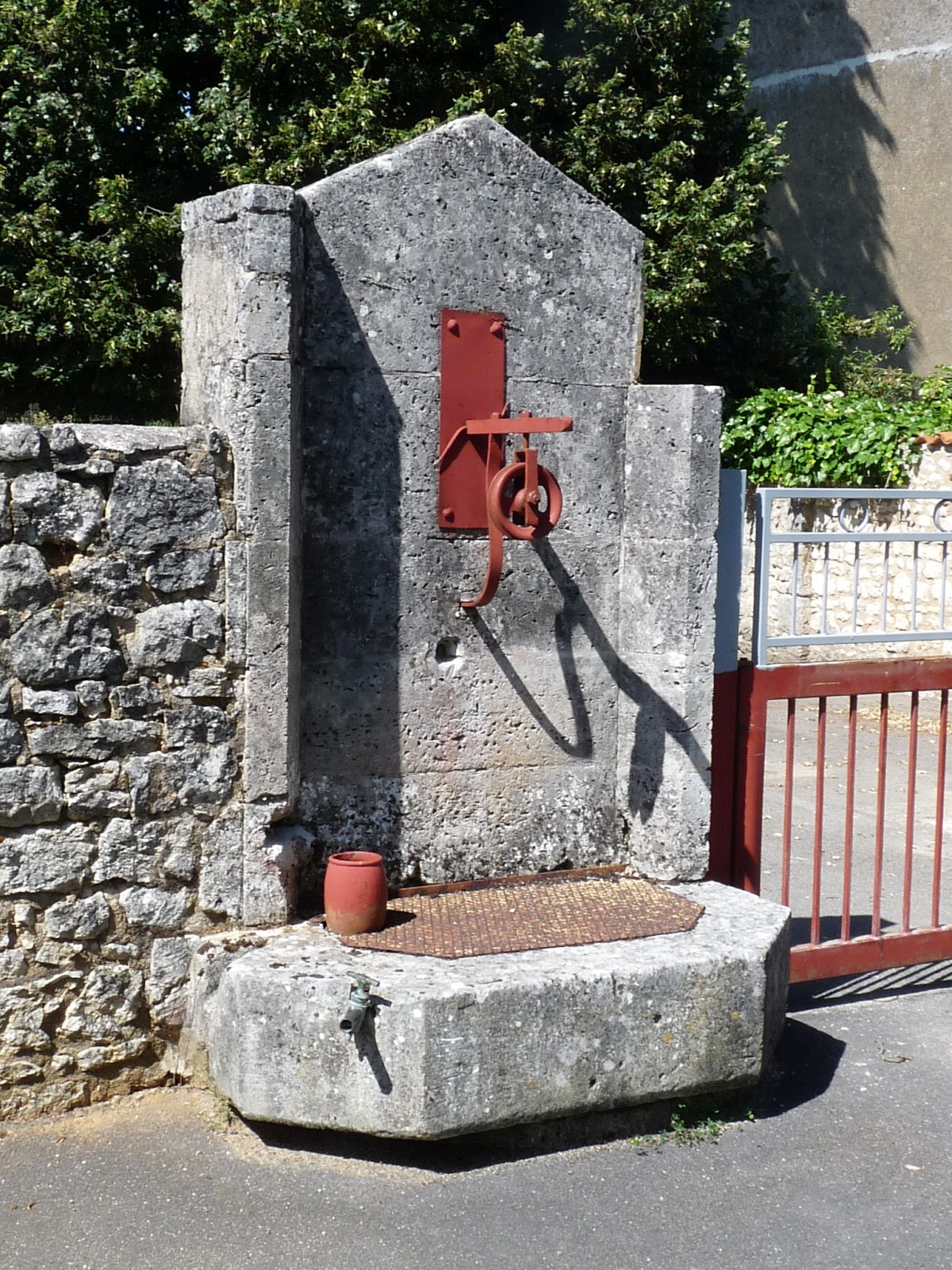
Скважина
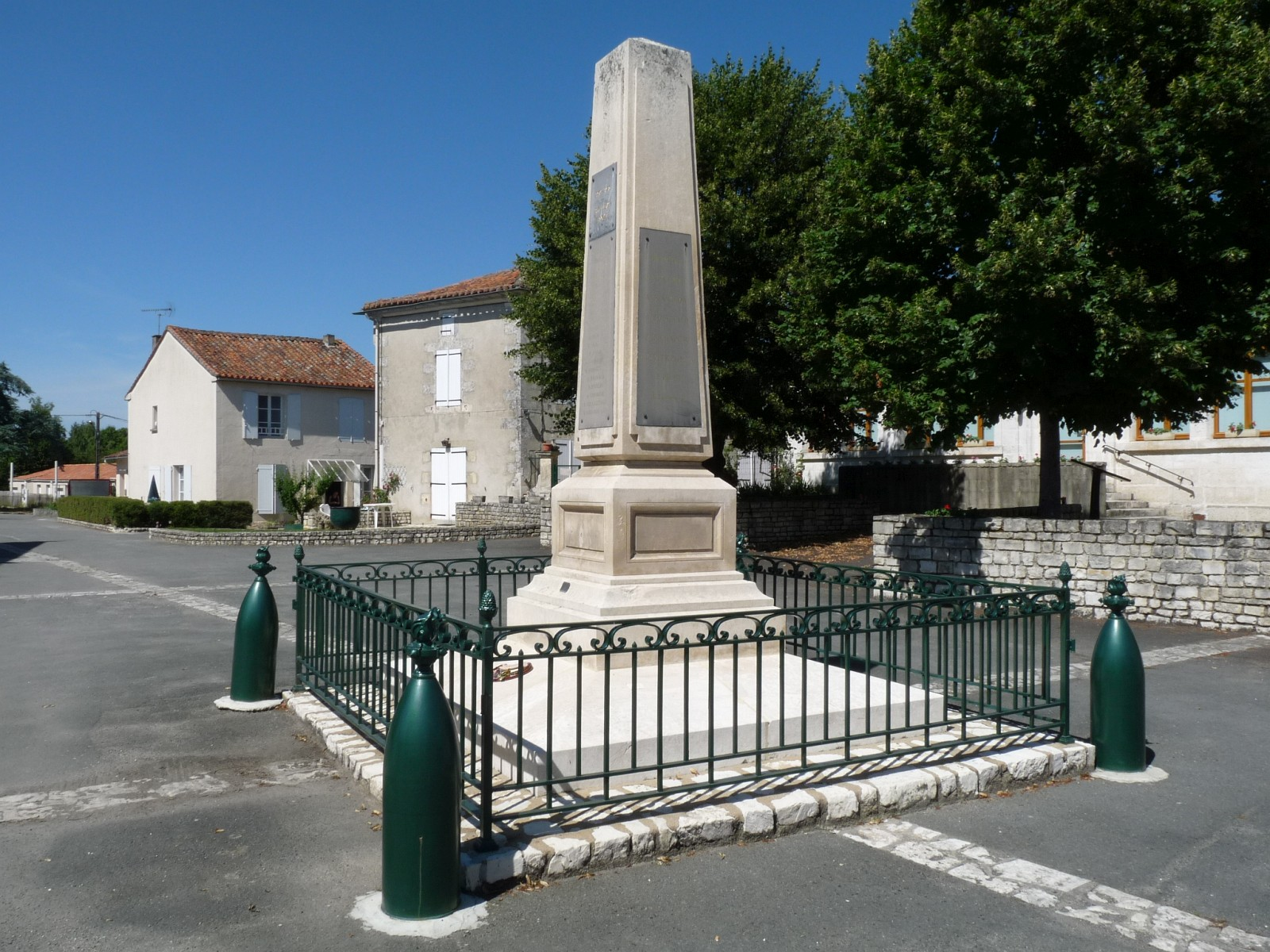
Военный мемориал